# Batun Baru
Batun Baru is een bestuurslaag in het regentschap Ogan Komering Ilir van de provincie Zuid-Sumatra, Indonesië. Batun Baru telt 2984 inwoners (volkstelling 2010).